# بالوقیه
بالوقیه یک روستا در ایران است که در دهستان مشگین غربی واقع شده‌است. بالوقیه ۱۳۳ نفر جمعیت دارد.